# 分豬肉
分豬肉（另稱太公分豬肉、太公分胙，有“祖先賜食”的意思）是嶺南地區特有的傳統民俗儀式，現於廣東及香港新界鄉村中仍有保存。

## 过程
分豬肉是一種社會風俗，通常每年的清明節和重陽節，即所謂春秋二祭後，於祠堂或祖墳前進行分豬肉儀式（也有地方在冬至时举办，称为冬祭，或者在二月初二“龍抬頭”時祭祀后舉行）；有可能是沿於原始和狩獵採集社會分配肉食的習慣，一直延續至農業社會。
传统的做法是由族長或村內德高望重之人會將豬肉分給年滿60歲的年長男丁和去年出生的男嬰，表示福蔭及庇護已由祖先帶到各家。所得的份量並會詳細記錄下來。具体的分量则各处都有不同。有些地方的习俗是男丁一人一份，60岁以上长者两份，70岁以上4份等；有的地方的习俗则是60岁以上每人一份，70岁2份，80岁3份，90岁以上者，能拿多少就拿多少；有的地方60岁双份，70岁以上，只要能跨过祠堂门槛，能拿多少就可以拿多少。还有地方是「大人一份、小孩半份」，但也只限男丁領取。如果一家之中没有男丁，则无法领到猪肉。分豬肉的習俗突顯了以男性為主導的宗族關係、中國傳統重男輕女的文化。
分豬肉是村中的大事，即使已搬離圍村的男丁，也會盡可能回村參與，可見這些集體的祭祀和宗族活動一方面表達了族人對先輩的孝心，也一方面象徵著族人的團結和家族的維繫，能增強宗族之間的凝聚力和歸屬感，是非常重要的宗族活動。

### 稱呼
- “太豬肉”中的“太公”意思是指家族的祖先。具體拜祭時的對象則指的是家譜可考的第一代祖先或者加上曾經有功名、官位等榮耀的祖先。有的地方用“大太公”指家族各房共同的先祖，而用“私房太公”或“小太公”指各房的先祖[3]。
- “猪肉”则一般是指整只的烧猪肉。传统上女性家族成员等没有资格吃到猪肉的则只能吃“白肉”，即没有烧的猪肉以及其他菜肴[3]。
- 順德冬至的冬祭後分得的豬肉稱為“冬肴”[4]。

### 变化
随着男女平等的思想影响，有些地方在分猪肉时也会男女都分上一份，或改成每席一份，不限男女老少。有些家族分配时则是一家一份，分配均匀，表示祖宗不管族人贫富，都会平均分配给各家。

## 衍生文化
- 華南、香港、澳门及海外的粵語流行地區都有与分猪肉有关的歇后语：“太公分猪肉——人人有份”。
- 分豬肉一词也成為了香港的流行語，意思是比喻頒獎禮「每個人都有」的情況，俗稱「豬肉獎」[7]。